# Gens Actoria
La gens Actoria fue una familia romana de finales de la República. El miembro más conocido de la gens es Marco Actorio Naso, que escribió una biografía de Julio César, o una historia de su época, que fue citada por Suetonio. La época en que vivió es incierta, pero por la forma en que Suetonio se refiere a él, parecería haber sido un contemporáneo de César.